# Nuit glacée
Nuit glacée (en chinois : Hán yè 寒夜) est un  roman de l'écrivain chinois Ba Jin (Pa Kin), publié en 1946 sous le régime tyrannique de Tchang Kaï-chek, mais retiré de la circulation dès 1949, car jugé « trop pessimiste » par le régime.

## Résumé
Dans la ville surpeuplée de Tchongking, les populations qui fuient l'avance des troupes japonaises survivent dans la plus grande précarité, agitées alternativement pas des réflexes de panique et des mouvements d'espoir. De faux bruits circulent, et chacun a le sentiment de vivre les derniers moments d'un type de société appelée à disparaître. Shüenn, intellectuel humilié par les agents du Guomindang (Kuomintang), en est réduit à corriger des épreuves pour un misérable salaire. 

## Analyse de l'œuvre
Ici, Ba Jin brosse le portrait terrifiant d'une bureaucratie aveugle et paranoïaque dont les ressorts principaux sont le soupçon, les brimades, l'arrogance. Apparaît aussi le conflit de générations qui se développe avec brutalité au sein d'une même famille, prélude de conflits plus violents encore de la Révolution culturelle que Pa Kin voit poindre inexorablement. Paralysé par les excès des coutumes de la Chine ancienne représentée par sa mère, terrorisé par cette Chine moderne dont les signes n'apparaissent que sous la forme des revendications de sa jeune femme, Shüenn rappelle à sa manière le vieux Qian, héros de romancier Lao She.

## Adaptation
Le roman a été adapté au cinéma par Lee Sun-fung en 1955; puis par Wen Que en 1984.

## Édition française
- Nuit glacée, trad. Marie Josée Lalitte, Paris, Éditions Gallimard, « Du monde entier », 1978 ; réédition, Paris, Gallimard, Folio no 1512, 1983